# You Could Have It So Much Better
You Could Have It So Much Better è il secondo album della band indie rock di Glasgow Franz Ferdinand, pubblicato il 3 ottobre 2005 nel Regno Unito.

## Tracce
Testi e musiche di Alex Kapranos, Nick McCarthy, Bob Hardy e Paul Thomson.
1. The Fallen – 3:42
2. Do You Want To – 3:35
3. This Boy – 2:21
4. Walk Away – 3:36
5. Evil and a Heathen – 2:05
6. You're the Reason I'm Leaving – 2:47
7. Eleanor Put Your Boots On – 2:49
8. Well That Was Easy – 3:02
9. What You Meant – 3:24
10. I'm Your Villain – 4:03
11. You Could Have It So Much Better – 2:41
12. Fade Together – 3:03
13. Outsiders – 4:02

Tracce bonus nell'edizione giapponese
1. Your Diary – 3:08
2. Fabulously Lazy – 2:55

Tracce bonus nell'edizione iTunes
1. Do You Want To (live at Princes Street Gardens Edinburgh) – 3:42

## Classifiche

### Classifiche settimanali
| Classifica (2005) | Posizione massima |
| ----------------- | ----------------- |
| Australia         | 5                 |
| Austria           | 5                 |
| Belgio (Fiandre)  | 4                 |
| Belgio (Vallonia) | 8                 |
| Canada            | 3                 |
| Danimarca         | 8                 |
| Finlandia         | 6                 |
| Francia           | 5                 |
| Germania          | 2                 |
| Irlanda           | 2                 |
| Italia            | 8                 |
| Norvegia          | 4                 |
| Nuova Zelanda     | 7                 |
| Paesi Bassi       | 9                 |
| Portogallo        | 8                 |
| Regno Unito       | 1                 |
| Spagna            | 13                |
| Stati Uniti       | 8                 |
| Svezia            | 6                 |
| Svizzera          | 4                 |

### Classifiche di fine anno
| Classifica (2005) | Posizione |
| ----------------- | --------- |
| Belgio (Fiandre)  | 55        |
| Belgio (Vallonia) | 92        |
| Francia           | 122       |
| Germania          | 94        |
| Paesi Bassi       | 87        |
| Regno Unito       | 50        |
| Svizzera          | 79        |
| Classifica (2006) | Posizione |
| Francia           | 194       |
| Regno Unito       | 173       |

## Formazione
- Alex Kapranos - voce, chitarra
- Nick McCarthy - voce, chitarra, tastiera
- Robert Hardy - voce, basso
- Paul Thomson - batteria